# Tehuset (pjäs)
Tehuset (chaguan, 茶馆) är en teaterpjäs av Lao She som publicerades 1957. Den skrevs under "Låt hundra blommor blomma" -perioden vilket kan ha inneburit att Lao She kände att han kunde uttrycka sig förhållandevis fritt när han skrev den. Pjäsen uttrycker emellertid en känsla av hopplöshet kring sakernas tillstånd i Kina före kommunisternas maktövertagande och kan på så sätt ses ha politisk innebörd. Pjäsen utspelar sig under tre olika tidsperioder: 1898 under kejsardömet, på 1910-talet under krigsherrarnas välde och strax efter andra världskrigets slut. Lao She skriver i pjäsens förord att tehusen fanns i alla större städer förr i tiden och att man där kunde höra de mest absurda historier och åsikter. Till exempel historien om en spindel som förvandlats till en demon för att sedan dödas av ett blixtnedslag. Eller om hur Kina borde förlänga kinesiska muren ner längs kusten för att förhindra en utländsk invasion. 
Pjäsen har inte någon tydlig huvudberättelse (main plot) utan varje akt består av en serie korta, ganska isolerade händelser. Det finns inte heller några helt tydliga huvudpersoner även om några karaktärer eller deras barn förekommer i alla tre akter. 

## Karaktärer
Ett 60-tal karaktärer förekommer i pjäsen, några av de viktigaste är:
- Wang Lifa (王利发) - Innehavare av tehuset. Listig, lite självisk men i grunden en god person.
- Qin Zhongyi (秦仲义) - Ägare av byggnaden där tehuset finns. Kommer från en rik familj, blir senare en reformerad kapitalist.
- eunucken Pang (庞太监) - Efter att ha blivit rik har han nu tänkt att gifta sig.
- Kang Liu (康六) - En fattig bonde från Pekings förorter.
- Kang Shunzi (康顺子) - 15 år gammal i första akten. Kang Lius dotter. Blir såld till Pang för att bli hans fru.
- Kang Dali (康大力) - 13 år gammal i andra akten. Köpt fosterson till Pang, senare måste han och Kang Shunzi förlita sig på varandra för att kunna överleva.
- Chang Siye (常四爷) - en av stamgästerna, en hederlig person.
- Liu Mazi (刘麻子) - agerar äktenskapsmäklare, en grym och kompromisslös person.
- Wang Shufen (王淑芬) - Wang Lifas fru. Mer opartisk och ärlig än sin make.
- spåmannen Tang 唐铁嘴 - Försörjer sig som spåman. Opiumrökare.

Förutom dessa och ytterligare ett 50-tal karaktärer förekommer poliser, hemliga agenter, kypare, flyktingar, soldater m m i pjäsen.

## Första akten
Den första akten utspelar sig 1898 då kejsardömet fortfarande existerade men var på väg mot en kollaps. Överallt i tehuset finns posters uppspikade med texten "Förbjudet att diskutera nationella angelägenheter". Det råder en stämning av att undergången är nära. 
Ett slagsmål är på vippen att utbryta mellan en av gästerna och en soldat utanriktig anledning, gästen provocerar soldaten genom att säga "om du vill slåss på riktigt, så leta upp utlänningarna". Liu Mazi försöker övertala Kang Liu att för en summa pengar gifta bort in dotter. När de andra gästerna ifrågasätter detta så svarar han att om det inte vore för hans ingripande, så kanske de inte skulle hitta någon köpare. 
En uppgörelse mellan två maffiagäng orsakad av en tvist om en duva pågår på gården utanför tehuset. 
Plötsligt kommer en kvinna in med en flicka på drygt tio år in, flickan skriker "Mamma, jag är hungrig! jag är hungrig!". När Wang Lifa försöker köra ut dem vill mamman sälja sin dotter för två silvermynt.
Qin Zhongyi kommer och vill säga upp hyreskontraktet för tehuset så att han kan sälja det. Han vill sälja av alla sina investeringar för att få ihop kapital för att öppna en fabrik. Fabriken ska ge jobb åt de fattiga och producera varor så att Kina kan bojkotta utländska varor. Qin Zhongyi företräder uppfattningen att reformer och investeringar i industri kan rädda Kina.

Upprorsmakaren Tan Sitong halshuggs och nyheten når tehuset. Då utbryter diskussioner om nationens tillstånd och då råkar Chang Siye säga att den stora
Qing-dynastin kommer att kollapsa. Det uppmärksammas av två civilklädda poliser som griper honom och för bort honom.
Det sista som händer i scenen är att Kang Liu bestämt sig för att sälja sin dotter och släpar med henne in på tehuset, vilket de övriga gästerna är likgiltiga inför.

## Andra akten
Akt två utspelar sig drygt 10 år efter den första, under en period då olika krigsherrar kämpade mot varandra. Tehuset är nu det enda kvarvarande i Peking, men det har förändrats. Framsidan är densamma men baksidan har förvandlats till hyreslägenheter. Postern som talar om att man inte får diskutera politik finns fortfarande kvar men texten är nu ännu större. 
Akten börjar med att Wang Shufen vill att en av servitörerna ska klippa av sin manchu-fläta. Det kan ses som en signal till publiken om att den politiska bakgrunden nu ändrats. 
Flyktingar utanför tehuset ber Wang Lifa att hjälpa dem, men han kör ut dem med hjälp av en polis. 
En grupp soldater kommer in och överväger att lägga beslag på tehuset ett tag men polisen hjälper Wang Lifa att få bort dem. Polisen vill ha betalt för sin insats men Wang Lifa hävdar att han är pank och inte kan betala honom någonting.
Spåmannen Tang kommer in i tjusiga kläder och prisar de för honom goda tiderna. I så osäkra tider då slumpen avgör vem som kommer att leva eller dö, vill alla bli spådda, berättar han. Han har också slutat röka opium, men istället röker han cigaretter av något västerländskt märke.
De två civilklädda poliserna kommer in och känner igen Chang Siye som berättar att han p.g.a. att de grep honom fick sitta i fängelse i drygt ett år. De två poliserna berättar att de först jobbade åt kejsaren, sedan åt Yuan Shikai och nu jobbar åt vem som helst som ger dem mat. 
Liu Mazi, som nu är en gammal man, kommer och de två poliserna varnar honom för att fortsätta med sina affärer. Wang Lifa talar om för honom att han får inte längre göra sina affärer i tehuset.
Kang Shunzi och Kang Dali kommer in och får syn på Liu Mazi. Hon känner igen honom och vill ge igen för att han arrangerade hennes försäljning. Liu Mazi flyr därifrån. Hon berättar att eunucken Pang dog, sedan dess tar hon hand om sig själv och Kang Dali som om han vore hennes son. Wang Shufen ger Kang Shunzi jobb på tehuset.
Två bröder som deserterat kommer in och diskuterar med Liu Mazi. De vill tillsammans köpa en fru att dela på. De två poliserna kommer in igen och tvingar de två deserterade soldaterna att betala pengar till dem för att de inte ska ange dem. 
Till sist kommer en grupp soldater in som letar efter desertörer. Poliserna lurar dem till att tro att det är Liu Mazi som deserterat. Soldaterna griper Liu Mazi och halshugger honom sedan på gatan.

## Tredje akten
Den tredje akten utspelar sig strax efter andra världskriget men före kommunisternas seger i inbördeskriget. Tehuset har förfallit sedan den förra akten men anslagen om att inte diskutera politik är större och fler. Det finns också anslag som berättar att man måste betala i förskott. Flera roller i pjäsen har nu tagits över av barnen, till exempel drivs tehuset nu av Wang Lifas son. 
Wang Lifa är nu en gammal man. Ekonomiskt har man inte fått det bättre. Wang Lifas sondotter vill ha nudlar men hennes mamma vill inte lova något då hon inte vet om de kommer att ha några pengar. 
Ding Bao är en ny servitris som kommit till tehuset p.g.a. Liu Mazis sons ingripande.  Spåmannen Tangs son kommer och Liu Mazis son talar med honom om sin stora plan som handlar om att han ska monopolisera handeln med servitriser, prostituerade, dansöser m m. Ding Bao varnar Wang Lifa för att Liu Mazis son konspirerar för att ta över tehuset. Kang Dali ansluter sig till kommunistarmen, och de två poliserna kommer och letar efter honom. 
Qin Zhongyi har förlorat sin fabrik till regeringen som hävdar att den varit japansk egendom. Den hederlige Chang Siye försörjer sig som jordnötsförsäljare. Wang Lifa är på väg att förlora tehuset till en inflytelserik regeringstjänsteman. I slutet håller de tre männen en traditionell begravning innan tehuset tas över. Begravningen kan ses som ett sätt för de tre huvudpersonerna att ta farväl av det gamla Kina. Chang Siye och Qin Zhongyi försvinner därifrån. Liu Mazis son och hans kumpaner anländer för att ta över tehuset. Till sist erbjuds Wang Lifa jobbet som dörrvakt, men han begår hellre självmord.
En gemensam nämnare för dessa tre huvudpersoners öden är att de snarare gått ett olyckligt öde till mötes p.g.a. den korrupta och inkompetenta kinesiska regeringen än p.g.a. utländska makters aktiviteter. Detta är ett tema som även framkommer i Lao Shes novell Kattriket, där den utländska invasionen kan ses som en konsekvens av det egna landets politikers korruption, själviskhet och motstånd mot förändringar.

## Filmatisering
Tehuset filmatiserades 1982 i en version som i stort sett är helt identisk med originalpjäsen. Yu Shizhi spelade Wang Lifa, Zheng Rong spelade Chang Siye och Lan Tianye spelade Qin Zhongyi. 